# Histoire du cheval en Italie
L'histoire du cheval en Italie retrace l'utilisation du cheval dans la péninsule italienne de l'Antiquité jusqu'à nos jours.

## Dans l'Antiquité

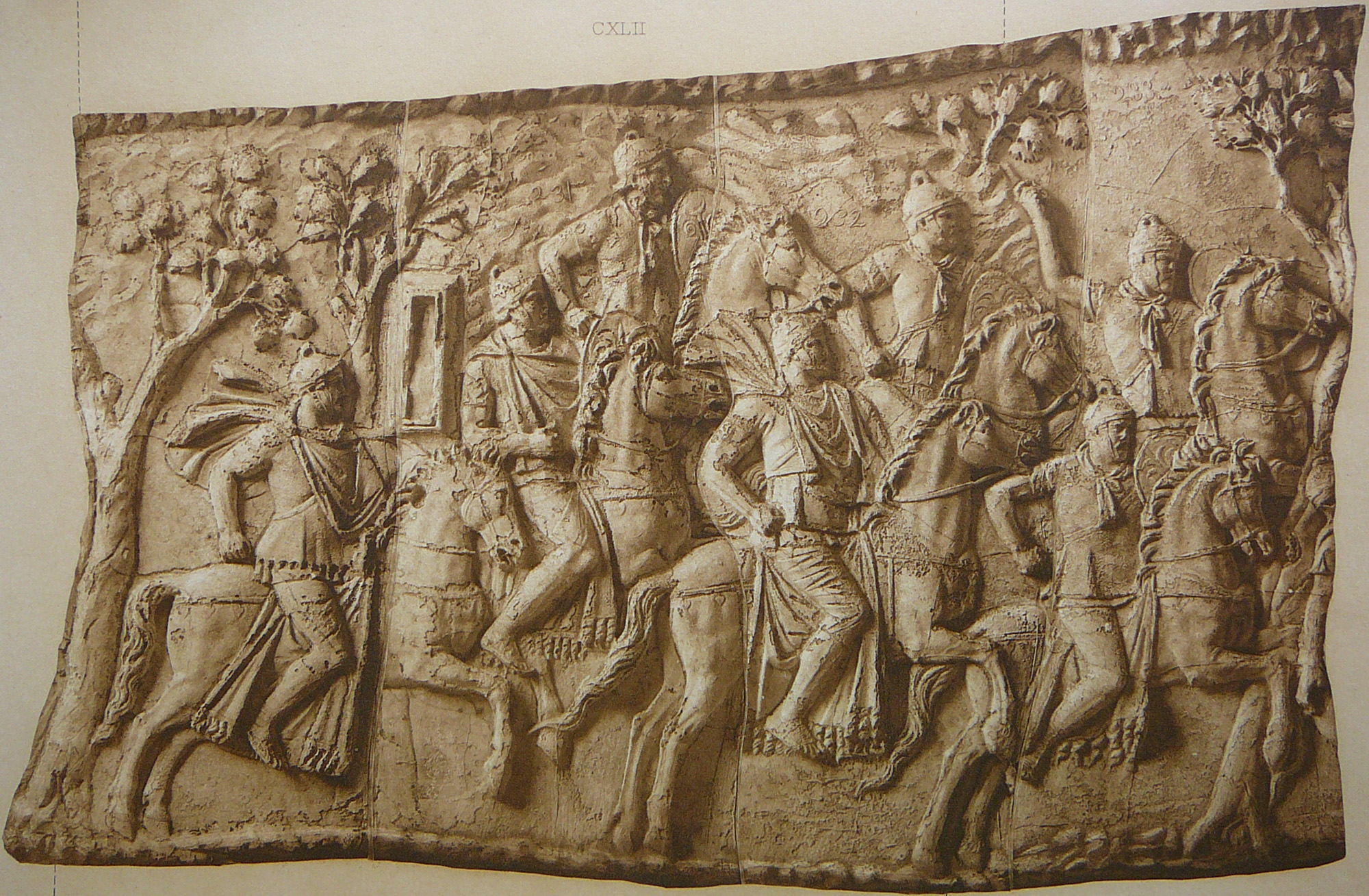
Chevaliers romains.

Les premiers chevaux ont probablement été introduits en Italie lors des conquêtes romaines. Ils proviennent de Perse, d’Espagne et de la province Norique, dans les Alpes centrales. Comme dans toute l'Europe de l'Ouest, le cheval joue un grand rôle dans le développement local.
Les Romains ne sont cependant pas un peuple cavalier. Dans l'armée, les mouvements de fantassins sont préférés à ceux de la cavalerie. Les troupes montées sont incorporées par Jules César plus tardivement pour attaquer les arrières ou les flancs des armées adverses. L'infanterie est alors encore trop solide pour être attaquée de front par des cavaliers. Ceux-ci manquent en effet de stabilité sur leur monture et peuvent être facilement désarçonnés.
Le cheval reste cependant un symbole de prestige dans la Rome impériale. Les chevaliers représentent ainsi le second ordre par ordre d'importance et de richesse dans la société romaine, juste derrière les sénateurs. Ses différents membres servent comme officiers dans les légions et ont donc sous leurs ordres des milliers de fantassins. 
À Rome, les courses de chevaux font partie des jeux du cirque dès le VIIe siècle av. J.-C. Le premier hippodrome est imaginé sous Tarquin l'Ancien et représente une ellipse de 670 m de long sur 170m de large.

## Au Moyen Âge
À la chute de l'empire romain, la péninsule italienne est marquée à la fois par des invasions mais également par des luttes internes. Dans ce contexte guerrier, les techniques équestres s'affirment et de nouveaux outils sont mis à la disposition des cavaliers. C'est ainsi le cas de l'étrier, instrument fondamental de la cavalerie qui permet un meilleur appui et donc une meilleure tenue de la lance. Celle-ci transmet ainsi une puissance de choc considérable avec un cheval lancé au plein galop,. 
Le cheval revêt différentes formes au Moyen Âge en fonction de son utilisation. Le destriero (destrier) est développé pour supporter le chevalier et son armure. Mais pour se déplacer, le chevalier préfère le palafreno (palefroi) ou un cheval amblant qui est plus confortable pour les longues marches. L'archer monte un cortaldo, cheval dont on coupe la queue et les oreilles, et le page un ronzino (roncin). Si les dames utilisent également des palefrois, elles peuvent également monter une chinea (haquenée). Le bideto est le cheval de somme utilisé pour le transport des bagages. Enfin le corisero (coursier) est le cheval le plus rapide. Il permet notamment la transmission du courrier et des messages. C'est généralement un cheval fin et léger possédant du sang arabe. Le royaume de Naples est ainsi un grand fournisseur de chevaux, ces derniers ayant une influence marquée d'Afrique du Nord, et dont la renommée s'étend dans toute la péninsule.

## A la Renaissance

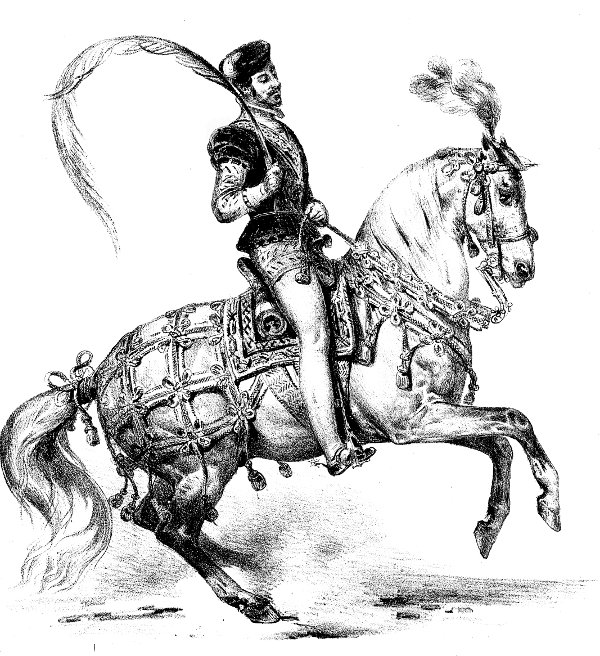
Cesare Fiaschi tel qu'il est représenté dans L'histoire pittoresque de l'équitation, Aubry (ed.1843).

Le Renaissance italienne est une période de grands changements culturels, et l'art équestre est l'un de ses volets. 
Alors que Ferdinand II d'Aragon conquiert le royaume de Naples en 1503, il apporte avec lui les connaissances espagnoles sur la mobilité de la cavalerie. Influencées par l'équitation arabe, ces techniques permettent une grande aisance de la cavalerie, souvent décisive au combat.
En 1550, Federico Grisone, gentilhomme napolitain publie le premier traité équestre imprimé Gli ordini di cavalcare. Ce traité d'équitation et d'embouchures en italien a obtenu un succès prodigieux, et a eu de très nombreuses éditions dans toutes les langues de l'Europe. Il a été publié la première fois en français sous le titre L'écurie du Sir Frederic Grison en 1559, des traductions en espagnol, portugais, allemand et anglais concrétisent ce succès. Federico Grisone base son dressage sur la posture du ramener. Pour cela il n'hésite pas à utiliser des techniques cruelles si le cheval se montre indiscipliné. 
En 1534, un autre gentilhomme Cesare Fiaschi crée à Ferrare une école d'équitation. Son ouvrage Trattato dell'imbrigliare, atteggiare, & ferrare cavalli fait l'objet de très nombreuses éditions et de plusieurs traductions françaises sous le titre La manière de bien emboucher, manier et ferrer les chevaux. La première édition en italien de 1556 est dédiée au roi de France Henri II. L'approche de Cesare Fiaschi est axée sur la musique. Les allures doivent être régulières et cadencées.
Gianbatista Pignatelli, élève de Cesare Fiaschi, issu d'une noble famille napolitaine fonde une académie à Naples. Sa notoriété est telle qu'on y vient de l'Europe entière. Il a notamment comme élèves les écuyers français Salomon de La Broue et Antoine de Pluvinel,
Les académies de Padoue et de Rome sont aussi célèbres.
L'élevage italien s'inscrit dans la dynamique de cette nouvelle équitation. Les grandes familles italiennes, telles les Buondelmonti, les Donati, les Ubati, les Amédéi ou les Médicis, font venir de Syrie de très beaux spécimens de chevaux arabes afin de les croiser avec les vieilles races chevalines italiennes.
De nombreux haras sont créés en particulier dans les Pouilles et en Calabre où ces établissements sont renommés. Les chevaux sont marqués au fer, et cette marque permet de s'assurer de la pureté de la race.
Le roi de Naples établit un haras à Persano qui n'est pas sans succès. La république de Venise possède également une race particulière destinée à la guerre et au manège, dont le berceau de la race était la Polésine située entre l'Adige, le Pô et la mer Adriatique.
Les trois grandes races italiennes les plus renommées sont donc celles de Polésine, Romagne et Napolitaine. 
Le cheval napolitain est cependant celui qui a le plus de reconnaissance à l'étranger. Son succès est tel que les riches anglais l'importent jusqu'en Grande-Bretagne.

## Au XIXe siècle

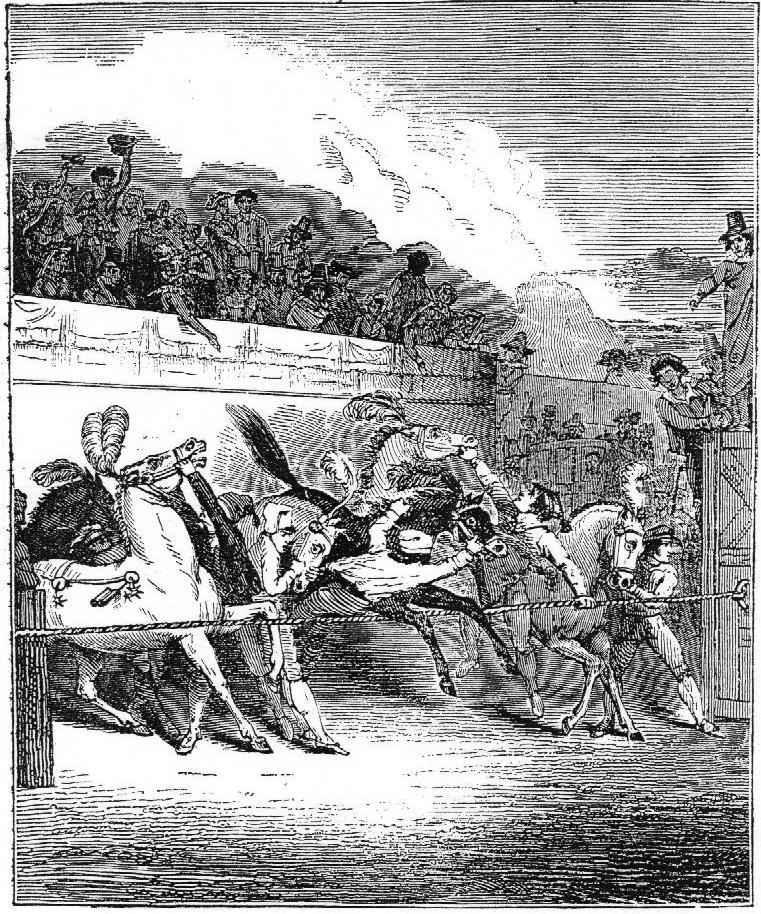
Les chevaux libres au départ de leur course au Carnaval de Rome en 1834.

L'élevage de chevaux italiens commence à montrer des signes de décadence à partir du XIXe siècle. Les différents écrivains européens de l’époque jugent alors la production italienne très sévèrement,, la qualifiant dans un « état de dégénération »  et n’ayant « rien […] qui mérite l’attention des connaisseurs » . Les causes de la dégénération des chevaux italiens sont mal connues. Selon les auteurs, il peut s'agir de croisements mal réalisés, du peu de soin apporté à la sélection, ou bien la conséquence des guerres et des révolutions,.
Quelques élans pour rétablir les races italiennes, notamment à Naples, ont lieu à la fin du XIXe siècle, mais sans grand succès.
Si l'élevage équin n'est pas engagé dans l'amélioration génétique, il existe un domaine dans lequel le cheval italien trouve toujours sa place : celui des courses. Importées d'Angleterre, l'Italie s'adonne au XIXe siècle aux chasses à courre et surtout aux courses de chevaux. Les courses de chevaux existent depuis l'antiquité et présentent différentes formes. Alors que les courses de char au galop tombent en désuétude, les courses de trot présentent un intérêt nouveau pour les italiens. Celles-ci sont assez réputées, et ce, notamment grâce à la présence d'élevages de trotteurs, notamment dans la région de Padoue, qui présente d'excellents sujets.
Les courses de chevaux libres sont aussi toujours prisées. Elles ont par exemple lieu à Rome à l'époque du Carnaval. Aucune sélection n'est à chercher dans cette course; les chevaux sont à demi-sauvages. La seule contrainte réglementaire est que le cheval soit âgé d'au moins trois ans et qu'il soit italien.

## Au XXe siècle
Comme dans de la plupart des pays développés, l'Italie voit au cours du XXe siècle le cheval passer de l'état d'animal militaire et utilitaire du début du siècle à celui de compagnon de loisir et de sport.

### Cheval militaire
La première moitié du XXe siècle est marquée par deux conflits armés mondiaux. 
Si au début de la Première Guerre mondiale, la présence du cheval semble naturelle sur le champ de bataille, elle est cependant rapidement remise en cause, les chevaux pouvant difficilement lutter face au trio tranchée-barbelé-mitrailleuse.
Durant la Seconde Guerre mondiale, l'Italie fait partie des quelques nations ayant encore des unités à cheval. Elle possède ainsi treize régiments de cavalerie et un groupe à cheval (la "cavalerie de la Sardaigne"). Les troupes des colonies italiennes, à savoir la Libye et l'Éthiopie, sont également à cheval.
Sur le front de l'Est, la cavalerie italienne livre les dernières grandes charges de son histoire, notamment les 22 et 23 août 1942 à Ibuschenskij, pendant la bataille du Don.

### Cheval de course
Si les courses hippiques sont depuis toujours très populaires en Italie, leur développement est très net tout au long du XXe siècle.
Le monde des courses voit apparaître au cours de cette période de grandes figures italiennes emblématiques. C'est ainsi le cas de Federico Tesio, l'un des plus importants propriétaires et éleveurs italiens de Pur-sang. 
Du côté des courses de trot, le comte Paolo Orsi Mangelli fait également figure de modèle. Cet éleveur de trotteurs a notamment amélioré le trotteur italien en pratiquant des croisements avec des trotteurs américains.
Ces deux personnalités ont fait d'importantes contributions dans le secteur institutionnel hippique. En 1942, plusieurs experts du domaine hippique collaborent à l'élaboration de la loi Mangelli qui octroie à l'UNIRE la gestion des cotations et des paris dans les courses des chevaux.

### Cheval de sport et de loisir

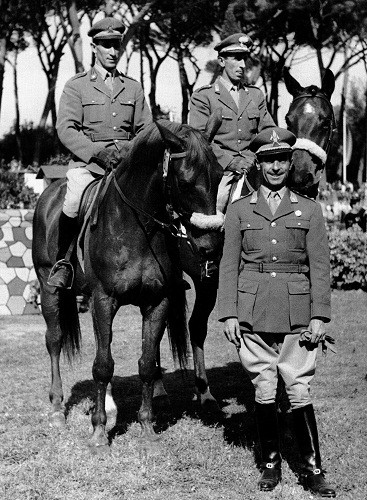
Piero D'Inzeo, Raimondo D'Inzeo et Antonio Gutierrez à Rome dans les années 1960.

Après la Seconde Guerre mondiale, le cheval gagne sa place dans le monde du sport et des loisirs dans un grand nombre de pays développés.
Les premiers cavaliers de sports équestres sont issus du monde militaire. Le saut d'obstacles moderne doit ainsi beaucoup à Federico Caprilli qui a révolutionné la discipline en inventant la position "en équilibre" qui permet de passer un obstacle avec un impact minimum sur le mouvement du cheval.
Cet héritage a fortement marqué les sports équestres et permis l'arrivée de cavaliers italiens jusqu'au plus haut niveau international. C'est ainsi le cas de Piero et Raimondo D'Inzeo qui sont les premiers sportifs à avoir participé à huit jeux olympiques de 1948 à 1976. Au cours de leur carrière, ils ont gagné six médailles olympiques chacun en saut d'obstacles, leur meilleure performance étant aux Jeux olympiques d'été de 1960, où les deux frères obtiennent les deux premières places.

## Au XXIe siècle
Le début du XXIe siècle s'inscrit dans la continuité de la fin du siècle précédent quant à l'utilisation du cheval dans le cadre du sport et du loisir. Cependant la crise économique n'est pas sans impact sur le secteur hippique et équestre italien. Le coût d'entretien d'un cheval reste très élevé et de nombreux propriétaires sont obligés de se séparer de leurs compagnons. Si l'abandon est rare, la plupart des animaux étant pucés, ceux-ci sont vendus, bradés ou donnés en espérant qu'ils tomberont dans une bonne famille, ou envoyés à l'abattoir. 
Le secteur des courses est également touché. Les paris sont en forte baisse, ce qui a des conséquences négatives sur le nombre de courses, le nombre de chevaux et de jockeys. 40 hippodromes risquent d'être fermés fin 2013 et près de 50 000 emplois sont menacés dans le secteur.